# جوش رادنر
جوشوا توماس «جوش» ردنور (بالإنجليزية: Josh Radnor)‏ (ولد في 29 يوليو 1974) هو ممثل أمريكي، منتج، مدير، وكاتب اشتهر لتجسيده دور تيد موسبي في مسلسل كيف قابلت أمكم (مسلسل)حائز على جائزة إيمي

## أعماله
| عام  | عنوان                    | دور                      | ملاحظة                                    |
| ---- | ------------------------ | ------------------------ | ----------------------------------------- |
| 1998 | Barney's Great Adventure | "Waiter"/"Dancing Waiter |                                           |
| 2001 | ليس فيلم مراهقين آخر     | "Tour Guide"/"Teddy Bear |                                           |
| 2004 | Everyday Life            | Husband                  | Television film                           |
| 2010 | happythankyoumoreplease  | Sam                      | Also director and writer                  |
| 2012 | Liberal Arts ‏            | Jesse Fisher             | post-production, also writer and director |

| عام    | عنوان               | دور           | Notes                                                           |
| ------ | ------------------- | ------------- | --------------------------------------------------------------- |
| 2000   | Welcome to New York | Doug          | Episode: "The Crier"                                            |
| 2002   | قانون ونظام         | Robert Kitson | Episode: "Access Nation"                                        |
| 2002   | محكمة               | Dylan Hirsch  | Episode: "Life Sentence" Episode: "Due Process" Episode: "Stay" |
| 2003   | ER                  | Keith         | Episode: "The Advocate"                                         |
| 2003   | ستة أقدام تحت الأرض | Will Jaffe    | Episode: "The Trap"                                             |
| 2003   | Miss Match          | Andrew        | Episode: "I Got You Babe"                                       |
| 2005   | القاضية إيمي        | Justin Barr   | Episode: "Too Little, Too Late"                                 |
| 2005 - | كيف قابلت أمكما     | Ted Mosby     | Main Protagonist, 154 episodes                                  |

| عام  | عنوان              | دور                    | ملاحظة                                    |
| ---- | ------------------ | ---------------------- | ----------------------------------------- |
| 2002 | "الخريج"           | Benjamin Braddock      | Replacement (Jun 11, 2002 - Aug 18, 2002) |
| 2004 | "The Paris Letter" | Sam Arlen/ Young Sandy |                                           |
| 2011 | "She Loves Me"     | Georg Nowack           | [ 1 ]                                     |

## روابط خارجية
- جوش رادنر على موقع IMDb (الإنجليزية)
- جوش رادنر على موقع روتن توميتوز (الإنجليزية)
- جوش رادنر على موقع ألو سيني (الفرنسية)
- جوش رادنر على موقع ميوزك برينز (الإنجليزية)
- جوش رادنر على موقع تيرنر كلاسيك موفيز (الإنجليزية)
- جوش رادنر على موقع أول موفي (الإنجليزية)
- جوش رادنر على موقع بوكس أوفيس موجو (الإنجليزية)
- جوش رادنر على موقع قاعدة بيانات برودواي على الإنترنت (الإنجليزية)
- جوش رادنر على موقع قاعدة بيانات الأفلام السويدية (السويدية)
- جوش رادنر على موقع إن إن دي بي (الإنجليزية)